# 영화 마루코는 아홉살 - 이탈리아에서 온 소년
영화 마루코는 아홉살 - 이탈리아에서 온 소년(映画ちびまる子ちゃん イタリアから来た少年, Chibi Maruko-chan: A Boy From Italy)은 일본에서 제작된 타카기 쥰 감독의 2015년 애니메이션, 코미디, 가족 영화이다. 타라코 등이 주연으로 출연하였다.

## 출연

### 주연
- 타라코
- 야라 유사쿠
- 이치류사이 테이유
- 미즈타니 유코
- 시마다 빈
- 사사키 유코
- 토비타 노부오

### 조연
- 키쿠치 마사미
- 와타나베 나오코

## 제작진
- 원작자: 사쿠라 모모코